# Kepler-Beery Motor Car Company
Kepler-Beery Motor Car Company war ein US-amerikanischer Hersteller von Automobilen.

## Unternehmensgeschichte
Das Unternehmen wurde 1903 in Dayton in Ohio gegründet. C. Carlisle Beery war Präsident, Jesse S. Kepler Vizepräsident und Generalmanager und Herman R. Scammon Sekretär. Sie begannen mit der Produktion von Automobilen. Der Markenname lautete Kepler-Beery. 1904 endete die Produktion.

## Fahrzeuge
Im Angebot stand nur ein Modell. Es hatte einen Einzylindermotor, der 10 PS leistete. Der Aufbau war ein offener Tourenwagen.